# Брюс Пейн
Брюс Пейн (англ. Bruce Payne; 22 листопада 1958) — англійський актор.

## Біографія
Брюс Пейн народився 22 листопада 1958 року у місті Вокінг графство Суррей, Англія. У віці 14 років переніс операцію з виправлення легкого розщеплення хребта, що могло спричинити проблеми з пересуванням до кінця життя. Хоча операція пройшла успішно, він був змушений провести шість місяців у лікарні. У 1979 році вступив у престижну Королівську академію драматичного мистецтва. За роки навчання він був відзначений кількома нагородами і був удостоєний честі виступати перед королевою Єлизаветою II під час її візиту до академії. У 1982 році Брюс зіграв свою першу роль в кіно у фільмі «Рядові на параді». Відомий за такими фільмами, як «Пасажир 57» (1992), «Чистильник» (1998), «Чорнокнижник 3: Остання битва» (1999), «Горець 4: Кінець гри» (2000).

## Фільмографія
| Рік  |    | Українська назва                         | Оригінальна назва                             | Роль                            |
| ---- | -- | ---------------------------------------- | --------------------------------------------- | ------------------------------- |
| 1983 | ф  | Рядові на параді                         | Privates on Parade                            | сержант Кевін Картрайт          |
| 1983 | ф  | Фортеця                                  | The Keep                                      | прикордонник                    |
| 1983 | тф | Народження нації                         | Birth of a Nation                             | Барратт                         |
| 1983 | с  |                                          | Keep It in the Family                         | поліцейський                    |
| 1984 | с  | Діана                                    | Diana                                         | сержант Грайс                   |
| 1984 | с  |                                          | The Brief                                     | сержант Девіс                   |
| 1984 | с  | Суто англійське вбивство                 | The Bill                                      | Пол Марч                        |
| 1984 | ф  | Оксфордський блюз                        | Oxford Blues                                  | Пітер Гоулес                    |
| 1984 | тф |                                          | West                                          | LES                             |
| 1985 | тф | Операція Джулі                           | Operation Julie                               | Малкольм Поллард                |
| 1986 | ф  | Абсолютні новачки                        | Absolute Beginners                            | Фліккер                         |
| 1986 | ф  | Розумні гроші                            | Smart Money                                   | Лоренс МакНайс                  |
| 1986 | ф  | Діти сонця                               | Solarbabies                                   | Доггер                          |
| 1987 | ф  |                                          | Billy the Kid and the Green Baize Vampire     | T.O.                            |
| 1987 | тф | Міс Марпл: Немезида                      | Agatha Christie's Miss Marple: Nemesis        | Майкл Рейфіл                    |
| 1987 | тф |                                          | The Bell-Run                                  | Пейс                            |
| 1987 | с  | Втрачені речі                            | Lost Belongings                               | Саймон Гант                     |
| 1988 | с  | Зрівнювач                                | The Equalizer                                 | Грег Ріверс                     |
| 1988 | ф  | За королеву і країну                     | For Queen & Country                           | Колін                           |
| 1988 | ф  | Країна чудес                             | The Fruit Machine                             | Ехо                             |
| 1989 | ф  | Дві жінки                                | Zwei Frauen                                   | доктор Бартон                   |
| 1989 | с  |                                          | Storyboard                                    | Джеральд                        |
| 1990 | с  | Бержерак                                 | Bergerac                                      | Джейк                           |
| 1990 | с  |                                          | Yellowthread Street                           | детектив Нік Іден               |
| 1991 | в  | Виття 6                                  | Howling VI: The Freaks                        | Р.Б. Гаркер                     |
| 1991 | ф  | Підміна                                  | Switch                                        | Диявол                          |
| 1991 | ф  | Пірати                                   | Pyrates                                       | Ліам                            |
| 1992 | ф  | Пасажир 57                               | Passenger 57                                  | Чарльз Рейн                     |
| 1993 | ф  | Книга Мертвих                            | Necronomicon                                  | Едвард де Лапур                 |
| 1993 | тф | Повне затемнення                         | Full Eclipse                                  | Адам Гару                       |
| 1994 | тф | Сіско Кід                                | The Cisco Kid                                 | генерал Мартін Дюпре            |
| 1995 | с  | Байки зі склепу                          | Tales from the Crypt                          | Паркер                          |
| 1995 | ф  | Аврора: Операція перехоплення            | Aurora: Operation Intercept                   | Гордон Пруетт                   |
| 1996 | ф  | Такий собі крутий ублюдок                | One Tough Bastard                             | агент Карл Савак                |
| 1996 | в  | Підробка                                 | Kounterfeit                                   | Френкі                          |
| 1997 | ф  | У доступі відмовлено 2                   | No Contest II                                 | Джек Террі                      |
| 1997 | ф  | Секретний бункер                         | Ravager                                       | Купер Вейн                      |
| 1998 | ф  | Чистильник                               | Sweepers                                      | доктор Сесіл Гоппер             |
| 1998 | с  | Її звали Нікіта                          | La Femme Nikita                               | Юрген                           |
| 1999 | с  | Клеопатра                                | Cleopatra                                     | Кассій                          |
| 1999 | в  | Чорнокнижник 3: Остання битва            | Warlock III: The End of Innocence             | Чорнокнижник / Філіпп Ковінгтон |
| 2000 | тф | Апокаліпсис: Одкровення Іоанна Богослова | San Giovanni - L'apocalisse                   | Домициан                        |
| 2000 | тф | Британнік                                | Britannic                                     | доктор Бейкер                   |
| 2000 | ф  | Горець 4: Кінець гри                     | Highlander: Endgame                           | Яків Келл                       |
| 2000 | ф  | Підземелля драконів                      | Dungeons & Dragons                            | Дамодар                         |
| 2001 | ф  | Повернення Джека-Різника                 | Ripper                                        | Маршалл Кейн                    |
| 2002 | ф  | Нестримні                                | Riders                                        | лейтенант Макгрудер             |
| 2003 | ф  | Породження пекла                         | Hellborn                                      | Доктор МакКорт                  |
| 2003 | в  |                                          | Never Say Never Mind: The Swedish Bikini Team | містер Блу                      |
| 2003 | с  | Міцна мережа                             | Dragnet                                       | Алекс Карп                      |
| 2003 | с  | Кін Едді                                 | Keen Eddie                                    | Єллоу                           |
| 2003 | с  | Привиди                                  | Spooks                                        | Майкл Кагаріас                  |
| 2004 | с  | Усі жінки — відьми                       | Charmed                                       | Лідер Ордена                    |
| 2004 | ф  | Версія 1.0                               | One Point O                                   | сусід                           |
| 2005 | ф  | Підземелля драконів 2                    | Dungeons & Dragons: Wrath of the Dragon God   | Дамодар                         |
| 2007 | ф  | Послання                                 | Messages                                      | доктор Роберт Голдінг           |
| 2008 | ф  | Бордель                                  | Brothel                                       | злодій                          |
| 2010 | ф  |                                          | Dance Star                                    | Гаррі                           |
| 2010 | ф  | Видобуток                                | Prowl                                         | Бернард                         |
| 2010 | ф  | Поцілунок Кармен                         | Carmen's Kiss                                 | Майкл                           |
| 2013 | ф  | Втеча                                    | Getaway                                       | видатна людина                  |
| 2013 | ф  | Жорстокий ринг                           | Victor Young Perez                            | комендант Рудольф Гесс          |
| 2013 | ф  | Вендетта                                 | Vendetta                                      | Рукер                           |
| 2013 | ф  | Перезавантаження                         | Re-Kill                                       | Вінстон                         |
| 2014 | ф  |                                          | Asylum                                        | Шарп                            |
| 2014 | в  | Розповіді про надприродне                | Tales of the Supernatural                     | Отець Дойл                      |
| 2015 | ф  |                                          | Natas Corp                                    |                                 |
| 2015 | ф  |                                          | Age of Kill                                   | прем'єр-міністр                 |
| 2015 | ф  | Людина-сокіл                             | Falconman                                     | Карлос                          |
| 2015 | ф  |                                          | Re-Kill                                       | Вінстон                         |
| 2015 | ф  |                                          | The Antwerp Dolls                             | Рей Ферріно                     |
| 2016 | ф  |                                          | Breakdown                                     | Пітер Грейнджер                 |
| 2016 | кф |                                          | Ripper                                        | Джек-Різник                     |
| 2016 | кф |                                          | Shopping                                      | Нік                             |
| 2017 | ф  |                                          | The Rizen                                     | адмін                           |
| 2017 | с  |                                          | Count Arthur Strong                           | пан Данкан                      |
| 2018 | ф  |                                          | London Unplugged                              | Нік                             |
| 2019 | ф  |                                          | Acid Pit Stop                                 | Джейкоб                         |
| 2019 | ф  | Творці: минуле                           | Creators: The Past                            | лорд Кел                        |